# Pierwsza miłość Ami
Pierwsza miłość Ami (jap. 美少女戦士セーラームーン外伝 亜美ちゃんの初恋 Bishōjo senshi sērā mūn gaiden Ami-chan no hatsukoi) – odcinek specjalny anime Czarodziejka z Księżyca, który został wyprodukowany w roku 1995 w TV Asahi. W kinach był wyświetlany przed trzecim filmem Czarodziejki z Księżyca. 
W Polsce odcinek ten został wydany na DVD z polskim dubbingiem przez wydawnictwo Anime Eden 24 sierpnia 2018 roku, razem z filmem Sailor Moon SuperS – Czarodziejka z Księżyca: Film kinowy.

## Opis fabuły
Główną bohaterką tego odcinka jest Ami. Jako osoba skupiona na nauce, często sama podkreśla, że nie ma czasu na przeżywanie rozterek uczuciowych. W odcinku specjalnym jest jednak przedstawione jej zauroczenie osobą, z którą osiąga takie same wyniki na testach egzaminacyjnych w szkole, podpisującą się jako Merkuriusz.

## Obsada
- Czas trwania: 15 minut
- Reżyseria: Takuya Igarashi
- Scenariusz: Ryota Yamaguchi
- Kompozytor: Takanori Arisawa
- Na podstawie: Naoko Takeuchi
- Scenografia: Junichi Higashi
- Animacja: Miho Shimogasa
- Redagowanie: Yasuhiro Yoshikawa
- Reżyser od muzyki: Yasuyuki Konno
- Producent: Toshihiko Arisako

## Dubbing
Lista dubbingowanych postaci:
- Aya Hisakawa jako Ami Mizuno
- Emi Shinohara jako Makoto Kino
- Kae Araki jako Chibiusa
- Kazue Ikura jako Bonnone
- Keiichi Nanba jako Gurio Umino
- Keiko Han jako Luna (narrator)
- Kotono Mitsuishi jako Usagi Tsukino
- Michie Tomizawa jako Rei Hino
- Rika Fukami jako Minako Aino
- Shino Kakinuma jako Naru Osaka
- Tohru Furuya jako Mamoru Chiba
- Yasuhiro Takato jako Artemis
- Emi Uwagawa jako dziewczyna
- Nobuyuki Hiyama jako Merkurius
- Tomohisa Asou jako nauczyciel
- Yasunori Masutani jako instruktor

## Wersja polska
Opracowanie wersji polskiej: na zlecenie Anime Eden – Studio PDK – 2017 rok

Udźwiękowienie: Studio Skit

Reżyseria i dialogi: Dariusz Kosmowski

Tłumaczenie: Agnieszka Budzich

Adiustacja: Dagmara Niemiec

Dźwięk: Przemysław Jóźwik

Montaż: Dariusz Kosmowski

Zgranie i miks: Kamil Pozorski

Kierownictwo produkcji: Dominika Grams

W wersji polskiej udział wzięli:
- Zuzanna Galia – Ami Mizuno
- Aleksandra Kowalicka – Usagi Tsukino

W pozostałych rolach:
- Katarzyna Owczarz – Makoto Kino
- Julia Kołakowska-Bytner – Minako Aino
- Jagoda Stach – Rei Hino
- Patrycja Chrzanowska – Naru Osaka
- Maksymilian Bogumił – Mamoru Chiba
- Alicja Kozieja – Chibiusa
- Magdalena Krylik – Luna
- Tomasz Steciuk – Artemis
- Dorota Furtak – Bonnoun
- Dariusz Kosmowski – Umino Gurio
- Paweł Werpachowski – Merkuriusz
- Agnieszka Wiśniewska – uczennica
- Michał Szczepański – gwary
- Bartosz Moskalski –
  - nauczyciel 2,
  - gwary
- Michał Chiliński – gwary
- Karol Gajos – gwary
- Dominika Grams – gwary
- Katarzyna Pietras – gwary
- Michał Rzodkiewicz – gwary
- Monika Stalewska – gwary
- Sergiusz Żymełka –
  - nauczyciel 1,
  - gwary

Czytała: Danuta Stachyra
Źrodło.

## Muzyka
| Piosenka końcowa (ending)                    | Piosenka końcowa (ending)                                                                                |
| -------------------------------------------- | --- |
| “Rashiku” ikimasho (jap. “らしく”いきましょ) | tekst piosenki: Naoko Takeuchi wokal: Miyuki „Meu” Kajitani muzyka: Masao Mizuno aranżacja: Yuzo Hayashi |